# Puente de Los Ingleses (Langreo)
El puente de los Ingleses es una pasarela ferroviaria en desuso ubicada en Sama sobre el río Nalón, en el municipio asturiano de Langreo (España).

## Descripción
El puente fue construido en 1895 como parte del ramal Sama-Samuño para el transporte de carbón desde las minas del Valle de Samuño hasta el Ferrocarril de Langreo. Conectaba con la línea de dicho ferrocarril hasta 1918, cuando el ramal se prolongó para que llegase de manera independiente hasta la estación de Sama-Los Llerones. En 1907 se solicitó al Ministerio de Fomento la posibilidad de transportar viajeros pero fue denegado. Posteriormente fue utilizado para el transporte de hulla desde el lavadero de Modesta, hasta que este fue clausurado por un incendio en 2007. Desde entonces está abandonado a excepción de unos meses en 2011 cuando fue utilizado por pasarela peatonal provisional por las reparaciones del puente más próximo, La Maquinilla. 
En 2017 se propuso su adaptación de nuevo como puente peatonal. Es el más largo de Asturias de sus características y fue construido utilizando la técnica de celosía Pratt con remaches o roblones (recuerda al estilo Eiffel). Los apoyos se encuentran en los pilares que se sitúan en ambas orillas y son de fábrica de sillería. Su nombre se debe a que según la tradición, fue construido por técnicos ingleses aunque es poco probable ya que las empresas de este momento ya tenían capacidad para diseñar y levantar esas infraestructuras en España.